# إي جونيور
إي جونيور (بالإنجليزية: e-junior)‏ هي أول قناة تلفزيونية إماراتية موجهة للأطفال أنشأتها إي فيجن (التي هي جزء من اتصالات أكبر مشغل للاتصالات في الشرق الأوسط). أطلقت «إي جونيور» في عام 2001، فالقناة تستهدف الأطفال حتى 14 سنة. محتوى القناة هي مزيج من البرامج التعليمية، والمرح، والمغامرة، والخيال.
«إي جونيور» متوفرة في خدمة تلفزيون إي لايف للبث التلفزيوني عبر الانترنت من اتصالات حصرياً في الإمارات العربية المتحدة، إي جونيور في الخدمة هي القناة الرقم 333.

## التاريخ
أطلقت إي جونيور في 15 يناير 2001 في تمام الساعة 12:00 مساء. تم افتتاح القناة من قبل حميد راشد ساحوه بقطع كعكة خلال كرنفال للأطفال في ملعب غولف ماجيك بلانيت في ديرة سيتي سنتر.

### الشكل الجديد
احتفلت قناة إي جونيور الذكرى الثامنة في عام 2009 مع الشكل الجديد وشعار القناة الجديد. أصبح لدى القناة الآن أربعة أوضاع: الأحمر والأزرق والبرتقالي والأخضر، كلها تمثل نوع المحتوى البرنامج على مدار اليوم، وهي:
- الأزرق : لبرامج الأطفال ما قبل المدرسة (من 0-5 سنة).
- الأخضر : للرسوم المتحركة (من 6-14 سنة).
- البرتقالي : للعروض الحية «لايف أكشن» (من 9-14 سنة).
- الأحمر: للأفلام.

## ساعات البث
كل يوم من 05:00 إلى منتصف الليل بتوقيت الإمارات.

## شعارات
The Coolest Kids TV In Town القناة المفضلة لأطفال الإمارات
Be Cool Think Bright

## وصلات خارجية
- e-junior
- evision
- eLife